# Bengt Nilsson (fotbollsspelare)
Mört Lars Bengt Ingemar Nilsson, född 31 augusti 1957 i Järna församling, Kopparbergs län, är en svensk före detta fotbollsspelare (målvakt) som på klubbnivå representerade IK Brage. Nilsson var uttagen i den svenska truppen till OS 1988 i Seoul men fick dock aldrig göra någon "riktig" A-landskamp.

## Karriär
Nilsson växte upp i Dala-Järna, pendlade till högstadiet i Vansbro och flyttade sedan till Borlänge och spel i Brage.
Hans största meriter är en 4:e-plats i Allsvenskan 1981 och UEFA-cupspel 1982 där man till slut åkte ut efter förlust mot tyska Werder Bremen. År 1982 tilldelades Nilsson av Borlänge Idrottsallians priset som "Borlänge kommuns bästa idrottsman".